# William Wintersole
 (décembre 2021).
Si vous disposez d'ouvrages ou d'articles de référence ou si vous connaissez des sites web de qualité traitant du thème abordé ici, merci de compléter l'article en donnant les références utiles à sa vérifiabilité et en les liant à la section « Notes et références ».
William Wintersole est un acteur américain né à Portsmouth (Ohio) le 30 juillet 1931 et mort le 5 novembre 2019 à Los Angeles (Californie).

## Filmographie
- 1966 : L'Opération diabolique (Seconds) : Docteur dans la salle d'opération
- 1966 : Les Mystères de l'Ouest (The Wild Wild West), série TV - Saison 2 épisode 16, La Nuit des Traquenards (The Night of the Tottering Tontine), d'Irving J. Moore : Baring
- 1967 : Les Envahisseurs, plusieurs épisodes
- 1968 : Star Trek (série) : épisode Fraternitaire : Abrom
- 1969 : Mission impossible, saison 4, épisode "Le sous-marin"
- 1969 : Wake Me When the War Is Over (TV)
- 1971 : D.A.: Conspiracy to Kill (TV)
- 1971 : Bearcats! (en) (série télévisée) : Colonel : épisode "Dos Gringos"
- 1972 : Moonfire (en)
- 1972 : Squares : A Patrolman
- 1974 : Pray for the Wildcats (TV) : Mr. Perkins
- 1974 : Trapped Beneath the Sea (TV) : Cmdr. Robbins
- 1975 : The Honorable Sam Houston (TV)
- 1975 : Columbo : État d'esprit (A Deadly State of Mind) (série télévisée) : Dr Hunt
- 1976 : Sara (série télévisée) : George Bailey (épisodes inconnus)
- 1976 : W.C. Fields et moi (W.C. Fields and Me) d'Arthur Hiller : I.R.S. Man
- 1977 : Martinelli, Outside Man (TV)
- 1978 : Morts suspectes (Coma) : Technicien de laboratoire
- 1978 : Sergeant Matlovich vs. the U.S. Air Force (TV)
- 1979 : Son-Rise: A Miracle of Love (TV) : Dr Ramsay
- 1963 : Hôpital central ("General Hospital") (série télévisée) : Ballantine (épisodes inconnus, 1980)
- 1981 : Madame X (TV) : Tom Cleveland
- 1982 : The Day the Bubble Burst (TV)
- 1985 : Robert Kennedy & His Times (feuilleton TV) : Robert Travis
- 1986 : Kate's Secret (TV) : Eddie
- 1973 : Les Feux de l'amour ("The Young and the Restless") (série télévisée) : Mitchell Sherman n° 2 (épisodes inconnus, 1986-1998)
- 1993 : Les Soldats de l'espérance (And the Band Played On) (TV) : Dr Paul Florino
- 1993 : Les Secrets de Lake Success ("The Secrets of Lake Success") (feuilleton TV)